# Grodzisko Górne
Grodzisko Górne – wieś w Polsce, położona w województwie podkarpackim, w powiecie leżajskim, w gminie Grodzisko Dolne. Leży nad strugą Leszczynka lewobrzeżnym dopływem Wisłoka.
Grodzisko Górne wyodrębniło się jako samodzielna jednostka administracyjna w 1786. Wtedy też powstało Grodzisko Dolne i wioska Wólka Grodziska oraz takie przysiółki jak Chałupki, Krzaki, Zagrody, Zarowie i Podlesie. Zarowie rozrosło się z czasem i przekształciło się w odrębną wieś o nazwie Grodzisko Nowe. Wcześniej, wioski: Grodzisko Górne i Grodzisko Dolne stanowiły jedność, występującą pod nazwą Grodzisko. Nazwą Grodzisko określano miejscowości w Polsce, w których znajdował się dawniej gród lub osada obronna. Osady takie budowano najczęściej w miejscach, w których występowały jeziorka lub stawy. W 1881, grupa archeologów pod kierunkiem T. Ziemięckiego z Krakowa potwierdziła istnienie grodu warownego na terenie Grodziska. Gród zbudowano na jednym z pagórków, w pobliżu obecnego Urzędu Gminy. Z trzech stron otoczony był jarami. Stronę północną osłaniały wały obronne. W czasach późniejszych na miejscu dawnej warowni wybudowano dwór, którego ruiny można było zwiedzać jeszcze w XIX w. Wspomina o nim ksiądz Wojciech Micha, ówczesny wikary z Grodziska.
W Grodzisku odkryto ślady osady pochodzącej z 12 tys. lat p.n.e. Ciągłość osadnictwa w Grodzisku datuje się od ok. VI do V w. p.n.e. Prace archeologiczne w Grodzisku trwały jeszcze w pierwszych latach XXI w.

## Integralne części wsi
| SIMC    | Nazwa       | Rodzaj     |
| ------- | ----------- | ---------- |
| 0650710 | Koło Szkoły | część wsi  |
| 0650749 | Moczary     | przysiółek |
| 0650726 | Pod Miastem | część wsi  |
| 0650732 | Pod Wólką   | część wsi  |
| 0650755 | Podlesie    | przysiółek |

## Przynależność terytorialna
- 1340-1772 w ziemi lwowskiej, województwa ruskiego.
- 1772-1918 w Królestwie Galicji i Lodomerii w Cesarstwie Austriackim. W tym okresie, Grodzisko Górne i Dolne zamieszkiwało 2181 osób według spisu ludności z 1857). Parafia rzymskokatolicka loco. Właścicielem tabularnym obu wiosek był Antoni Kellermann.
- 1918-1939 wieś i gmina w powiecie łańcuckim, województwa lwowskiego (2273 mieszkańców w 1930).
- 1954–1972 wieś należała i była siedzibą władz gromady Grodzisko Górne.
- 1945-1998 w województwie rzeszowskim.

## Właściciele Grodziska Górnego
Początkowo tereny obecnego Grodziska Górnego wchodziły w skład dóbr przeworsko-jarosławskich. Ziemie te posiadał w XIV w. ród Leliwitów Melsztyńskich -Tarnowskich-Jarosławskich. W 1470, bracia Melsztyńscy (Spytko z Jarosławia i Rafał z Przeworska) tworzą ze swoich dóbr ordynację jarosławsko-przeworską. Do ordynacji należały 32 wsie, m.in. Grodzisko. W 1521, po bezpotomnej śmierci Hieronima (dziedzica Przeworska i Jarosławia), wspomniane dobra przejął Jan Amor Tarnowski. Po jego śmierci, odziedziczył je Jan Krzysztof Tarnowski, mąż Zofii ze Sprowy Odrowąż. Następnie ziemie te weszły w skład posiadłości Aleksandra Konstantego Ostrogskiego. Po jego śmierci dziedziczyła je córka Zofia, żona Stanisława Lubomirskiego, wojewody krakowskiego. Stanisław Lubomirski był m.in. dziedzicem pobliskiego Łańcuta. W wyniku podziałów rodzinnych spadkobierców Lubomirskiego, Grodzisko należało do linii Lubomirskich, dziedziców klucza przeworskiego.
Ostatnim właścicielem Grodziska z rodu Lubomirskich był Jerzy Marcin Lubomirski, konfederat barski, hulaka i awanturnik, znany również jako 'książę bandyta'. Około 1779 sprzedał Grodzisko Maciejowi Aleksandrowi Borzęckiemu. W 1787 Grodzisko należało do Michała Drohojewskiego, a w latach późniejszych do rodziny Kellermanów.  Na przełomie XIX i XX w. właścicielką Grodziska Górnego, Grodziska Dolnego i Grodziska-Miasteczka była baronowa Domicela Branhidy. Sąsiednia wioska (Wólka Grodziska) wchodziła w skład ordynacji Potockich z Łańcuta. Folwarki należące do dziedziców Grodziska rozparcelowano po uwłaszczeniu chłopów. Do 1945  przetrwał jedynie folwark w Grodzisku Dolnym, należący do Ireny i Zygmunta Lityńskich.

## Historia
Według legendy Grodzisko zostało założone przez Bolesława Chrobrego. Pierwsze historyczne wzmianki o tej miejscowości pochodzą jednak z końca XIV wieku, które podają Akta Grodzkie i Ziemskie Przeworskie.
W latach 1929–1930 wieś wzmiankowana w „Księdze adresowej Polski”: w Grodzisku Górnym działała szkoła ludowa i Kasa pożyczkowo-oszczędnościowa Stefczyka.  Akuszerką była M. Rydzik. Handlem zajmowali się: nabiał (S. Ringel, G. Wolkenheim), artykuły spożywcze (G. Wolkenfeld), nierogacizna (F. Majkut, S. Majkut, Sz. i J. Rynasiewicze), wyroby tytoniowe (W. Kulpa), wyszynk trunków (K. Bekarska).

## Zabytki
- W Grodzisku Górnym zachowało się kilka drewnianych budynków mieszkalnych konstrukcji zrębowej z przełomu XIX i XX w. Mają ozdobne ganki i elementy okienne i drzwiowe.
- Kapliczka, ufundowana w roku 1895 i usytuowana przy głównej drodze biegnącej w stronę Biedaczowa. Jest otynkowana, z cegły, na planie kwadratu, poprzedzona podcieniem i zamknięta trójbocznie. Wewnątrz zdobi ją polichromia ludowa przedstawiająca św. Katarzynę, Jana Chrzciciela, św. Antoniego i św. Klarę. Obok kapliczki znajduje się drewniana dzwonniczka.

## Osoby związane z miejscowością
- profesor Franciszek Leja

## Atrakcje

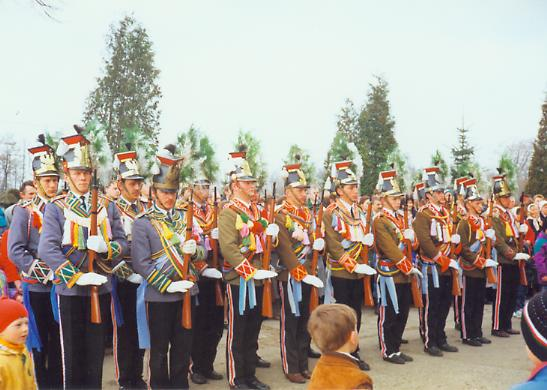
Turki

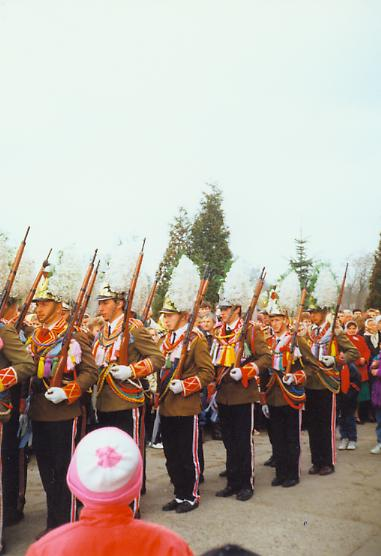
Turki

Grodzisko Górne organizuje wspólnie z sąsiednim Grodziskiem Dolnym wiele ciekawych imprez, do których m.in. należą:
- Dni Grodziska połączone z odpustem w dniu św. Anny.
- Parada Straży Grobowych (tzw. Turki). Tradycja Turków jest bardzo stara. Pochodzi z czasów wyprawy wojennej króla Jana III Sobieskiego pod Wiedeń w 1683. W odsieczy wiedeńskiej brała m.in. spora grupa mieszkańców Grodziska. Wracając z wojny do domu w zdobycznych uniformach zostali wzięci za Turków czym wywołali przestrach wśród miejscowej ludności. 'Przebierańcy' udali się do kościoła by podziękować Bogu za szczęśliwy powrót. Zdarzenie to miało miejsce w czasie Wielkanocy. Odtąd, co roku młodzież w 'tureckich' strojach trzyma wartę przy Grobie Chrystusa w czasie tych świąt.
- W 1974, Stanisław Krzeszowski założył zespół "Grodziszczoki", prezentujący muzykę ludową oraz widowisko obrzędowe pt. Wesele Grodziskie.